# Victor Chazelas
Victor Chazelas (* 23. April 1885 in Bussière-Galant, Département Haute-Vienne; † 29. Dezember 1953 in Nizza; vollständiger Name: Jean Baptiste Victor Chazelas) war ein französischer Kolonialbeamter. Er war Gouverneur von Mauretanien und Niger.

## Leben
Victor Chazelas war ein Sohn der Gastwirte Eusèbe und Marguerite Chazelas. Er diente 1906/1907 als Soldat im 63. Infanterieregiment. 1912 begann seine berufliche Laufbahn in der französischen Kolonialverwaltung. 1914 wurde er Kabinettschef des Gouverneurs von Martinique. Während des Ersten Weltkriegs kämpfte Chazelas zunächst ab 1915 als Unterleutnant des 63. Infanterieregiments an der Front gegen das Deutsche Reich. Im August 1916 wurde er nach Kamerun versetzt und von August 1918 bis März 1919 gehörte er der Armée française d’Orient an. Nach seinem Ausscheiden aus der Armee kehrte Chazelas im Juni 1919 nach Kamerun zurück. Dort war er als Kreisleiter tätig; ab 1919 in Douala, ab 1922 in Ebolowa und ab 1925 in Kribi. Für die Pariser Kolonialausstellung von 1931 verfasste er das Buch Territoires africains sous mandat de la France: Cameroun et Togo. Chazelas übernahm von August bis November 1934 und erneut von April bis November 1935 interimsmäßig das Amt des Gouverneurs der Kolonie Mauretanien. Von April 1938 bis Februar 1939 amtierte er interimsmäßig als Gouverneur der Kolonie Niger. Als sich 1940 Félix Éboué, der Gouverneur der Kolonie Tschad, der Exilregierung von Charles de Gaulle unterstellte, versuchte das Vichy-Regime an Éboués Stelle Victor Chazelas als Gouverneur von Tschad einzusetzen – jedoch ohne Erfolg.

## Ehrungen
- Ritter der Ehrenlegion[1]